# Немат, Марина
Марина Немат (перс. مارینا نِمت‎; род. 22 апреля 1965 года, Тегеран) — иранская и канадская писательница, автор двух мемуаров о своей жизни в Иране, отбывшая срок в тюрьме Эвин за выступления против иранского правительства, избежавшая смертного приговора и наконец, бежавшая из Ирана и переехавшая жить в Канаду.

## Биография
Обе бабушки Марины Немат были русскими, и она выросла в русской православной семье в Тегеране. Обе её бабушки вместе со своими иранскими мужьями, за которых они вышли замуж до русской революции 1917 года, бежали из России в Иран в рамках начавшейся массовой миграции. Её отец работал учителем танцев, мать — парикмахером. Она была ученицей средней школы, когда секуляризирующая монархия Мохаммеда Резы Пехлеви была свергнута Исламской революцией аятоллы Хомейни. Будучи студенткой, Марина Немат выступала против репрессивной политики нового исламского правительства, посещала демонстрации и писала антиреволюционные статьи в студенческой газете.
15 января 1982 года, в возрасте 16 лет, Марина Немат была арестована и заключена в тюрьму за свои высказывания против исламской революции. Её пытали в печально известной тюрьме Эвин, известной своими зверствами в отношении политических заключенных, и приговорили к смертной казни. Её спас тюремный охранник, который также добился замены её приговора пожизненным заключением. Однако после пяти месяцев заключения стало ясно, что Али привязался к Марине Немат и намеревался заставить её выйти за него замуж. В конце концов Марина Немат вышла замуж за охранника и была освобождена из тюрьмы; позже он был убит.
Впоследствии Марина Немат вышла замуж за Андре Немат. Они сбежали в Канаду в 1991 году, у них двое сыновей. Марина Немат работала во франшизе Aurora сети ресторанов Swiss Chalet и написала историю своей жизни в 78 000 слов. Она знала, что многие жертвы не хотели рассказывать о своей судьбе.
В наши дни Марина Немат преподаёт написание мемуаров на полставки в Школе непрерывного обучения Университета Торонто и регулярно рассказывает о своем опыте перед учениками средних школ, университетов, в библиотеках и ассоциациямх. Она является постоянным участником Форума свободы в Осло. В 2012 году она была приглашенным докладчиком на Форуме свободы в Сан-Франциско Фонда прав человека вместе с Аун Сан Су Чжи и Гарри Каспаровым.
Она окончила программу сертификации по творческому письму в Школе непрерывного обучения Университета Торонто.
Марина Немат входит в совет директоров CCVT (Канадского центра помощи жертвам пыток) и Vigdis, норвежской благотворительной организации, которая предоставляет юридическую и другие формы помощи женщинам-политзаключенным по всему миру. Кроме того, она является председателем Комитета писателей в изгнании канадского ПЕН-клуба, членом Международного совета Форума свободы в Осло и с 2010 года работает волонтером в Комитете по делам беженцев своей церкви.

## Мемуары
Книга Марины Немат «Узник Тегерана» была опубликована в 27 издательствах по всему миру и стала международным бестселлером (за 2012 год). В апреле 2012 года в театре Passe Muraille в Торонто под руководством Майи Ардал была поставлена театральная адаптация книги. В 2014 году Марина Немат также сотрудничала с танцевальным театром Motus O, чтобы создать междисциплинарную работу на основе мемуаров, состоящую из «комбинации устного слова, движения, видео и музыки». В ноябре 2016 года это произведение было показано в Канадском музее прав человека.
В 2008—2009 годах она была стипендиатом Aurea в колледже Мэсси Университета Торонто, где написала свою вторую книгу «После Тегерана: возрожденная жизнь», которая была выпущена в 2010 году.

## Награды
Марина Немат была удостоена первой премии «Человеческое достоинство» в декабре 2007 года. Эта премия вручается ежегодно Европейским парламентом и Культурной ассоциацией «Европа 2004». Премия «Человеческое достоинство» «награждает организации и отдельных лиц, работающих во имя мира, свободного от нетерпимости и социальной несправедливости»
Комитет премии заявил, что Марина Немат была выбрана «из-за силы её характера, несмотря на жизненный опыт».
В 2014 году она была награждена премией Морриса Абрама в области прав человека от организации «UN Watch» в Женеве, Швейцария.